# 西海國立公園
西海國立公園（日语：／），是位在日本長崎縣的國立公園。1955年（昭和30年）3月16日成為日本第18座國立公園。暱稱「島之王國」。面積24,646公頃。
包含由溺灣與200多座島嶼組成的九十九島在內，擁有400座大大小小島嶼的西海國立公園以外洋性群島景觀為其特色。

## 指定區域
公園可分為以下三大區域。
- 九十九島地域
- 平戶·生月地域
- 五島列島地域

## 歷史
1949年（昭和24年），當時佐世保市長中田正輔開始推動成立國立公園。
戰前，九十九島地域由於鄰近軍港，受到禁止攝影等限制，知名度極低，因此國立公園的推動也引起質疑。但在中田市長的努力下，長崎縣與周邊町村開始合作，一市五十三町村在1950年（昭和25年）成立「西海國立公園指定期成會」。1951年（昭和26年），將西海國立公園納入政見的西岡竹次郎當選知事。佐世保市請求東京大學、京都大學、長崎大學對周邊地理、歷史、風俗進行調査，多次向厚生省陳情，並邀請該省官僚與國立公園審議會委員參訪，長崎縣也向眾議院及參議院提出請願書。當時每日新聞社的日本觀光地百選更將九十九島海岸地區列為第三名。
在各界努力之下，國立公園審議會在1954年（昭和29年）8月一致通過成立國立公園，翌年1955年3月政府公告成立西海國立公園。

### 年表
- 1955年3月16日 - 被指定為西海國立公園。

## 火山
- 小値賀島（日语：小値賀島）
- 宇久島

## 主要景點

### 九十九島地域
- 九十九島
  - 九十九島珍珠海洋遊覽區（日语：九十九島パールシーリゾート）
- 烏帽子岳（日语：烏帽子岳 (佐世保市)）
- 弓張岳（日语：弓張岳）

### 平戶・生月地域

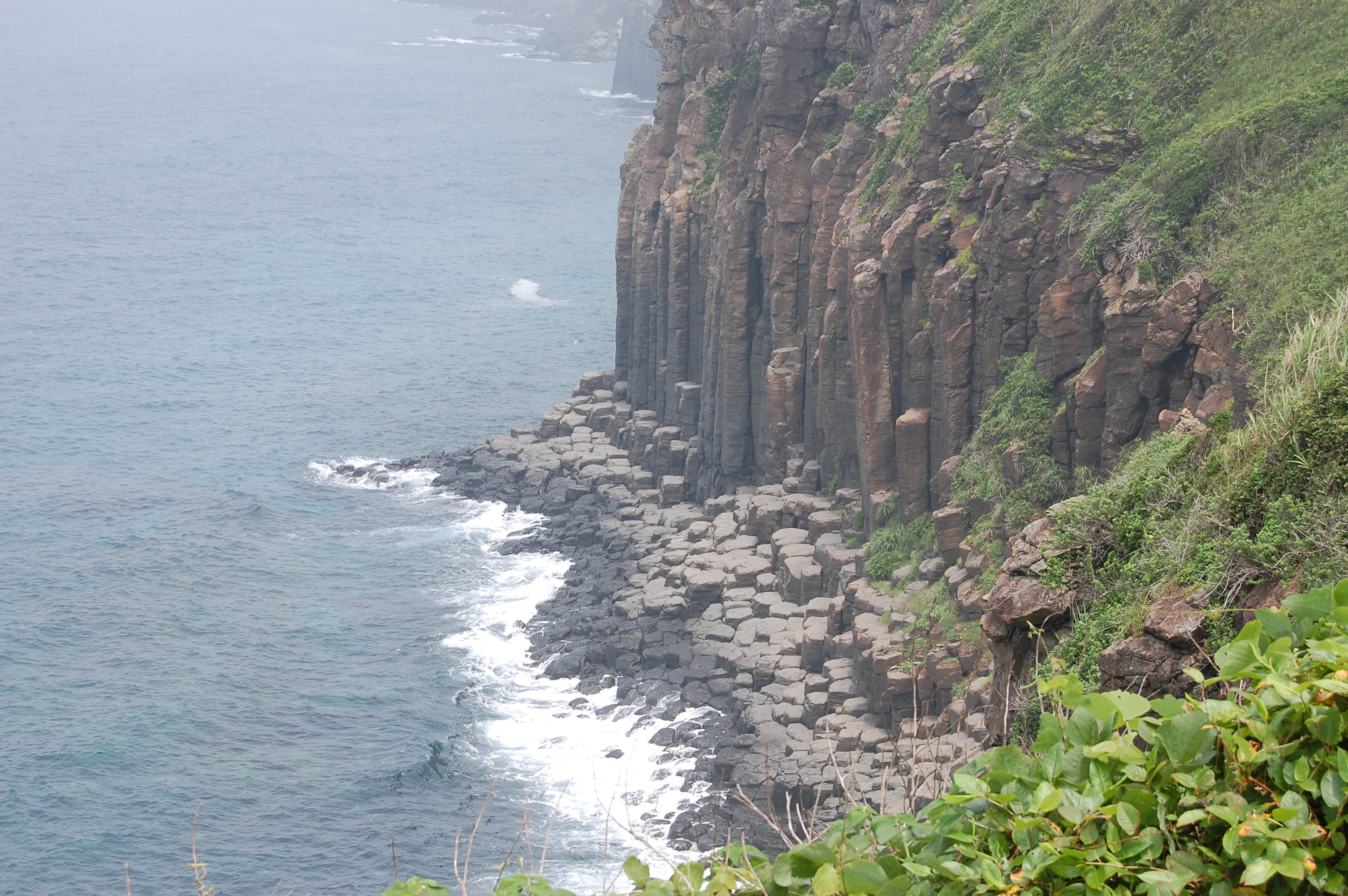
鹽俵斷崖

- 川內峠
- 黑子島（日语：黒子島）（平戶瀨戶（日语：平戸瀬戸），雀榕等原生林）
- 阿値賀島（日语：阿値賀島）（國家天然紀念物）
- 鹽俵斷崖（生月島西岸、柱狀節理）

### 五島列島地域
- 壺穴（小值賀町斑島（日语：斑島））
- 福江海中公園
- 大瀨埼燈塔（日语：大瀬埼灯台）

## 相關市町村
- 長崎縣 - 佐世保市、五島市、平戶市、西海市、小值賀町、新上五島町

## 集團設施地區、遊客中心
| 地區名     | 面積   | 所在地               | 使用人數（人） |
| ---------- | ------ | -------------------- | -------------- |
| 鹿子前     | 28.4ha | 長崎縣佐世保市       | 1,107,000      |
| 北九十九島 | 33.9ha | 長崎縣北松浦郡鹿町町 | 41,000         |

| 中心名           | 設置者 | 所在地                       | 使用人數（人） |
| ---------------- | ------ | ---------------------------- | -------------- |
| 九十久島遊客中心 | 環境省 | 長崎縣佐世保市鹿子前町1053-2 | 140,902        |

## 關連項目
- 日本國立公園

## 外部連結
- （日語）西海國立公園 （页面存档备份，存于）